# Filosofská historie
Filosofská historie je historická novela Aloise Jiráska, vydaná poprvé v roce 1877.
Příběh se odehrává na konci první poloviny 19. století v Litomyšli. Vypráví nejen o životě studentů tamního filosofického ústavu, ale vyjadřuje situaci a rozpor v používání češtiny a němčiny. Právě studenti spíše upřednostňují mateřský jazyk, čtou rádi klasická česká díla, ale na veřejnosti vždy nehovoří česky. Dobře popsané jsou kontrasty fintivé slečny Lottynky a skromné Lenky, používání obou jazyků nebo například přístup jednotlivých studentů ke studiu. Jirásek vycházel i ze skutečných postav, jimiž byli například kaplan Šanta nebo páter German.

## Charakteristika hlavních postav

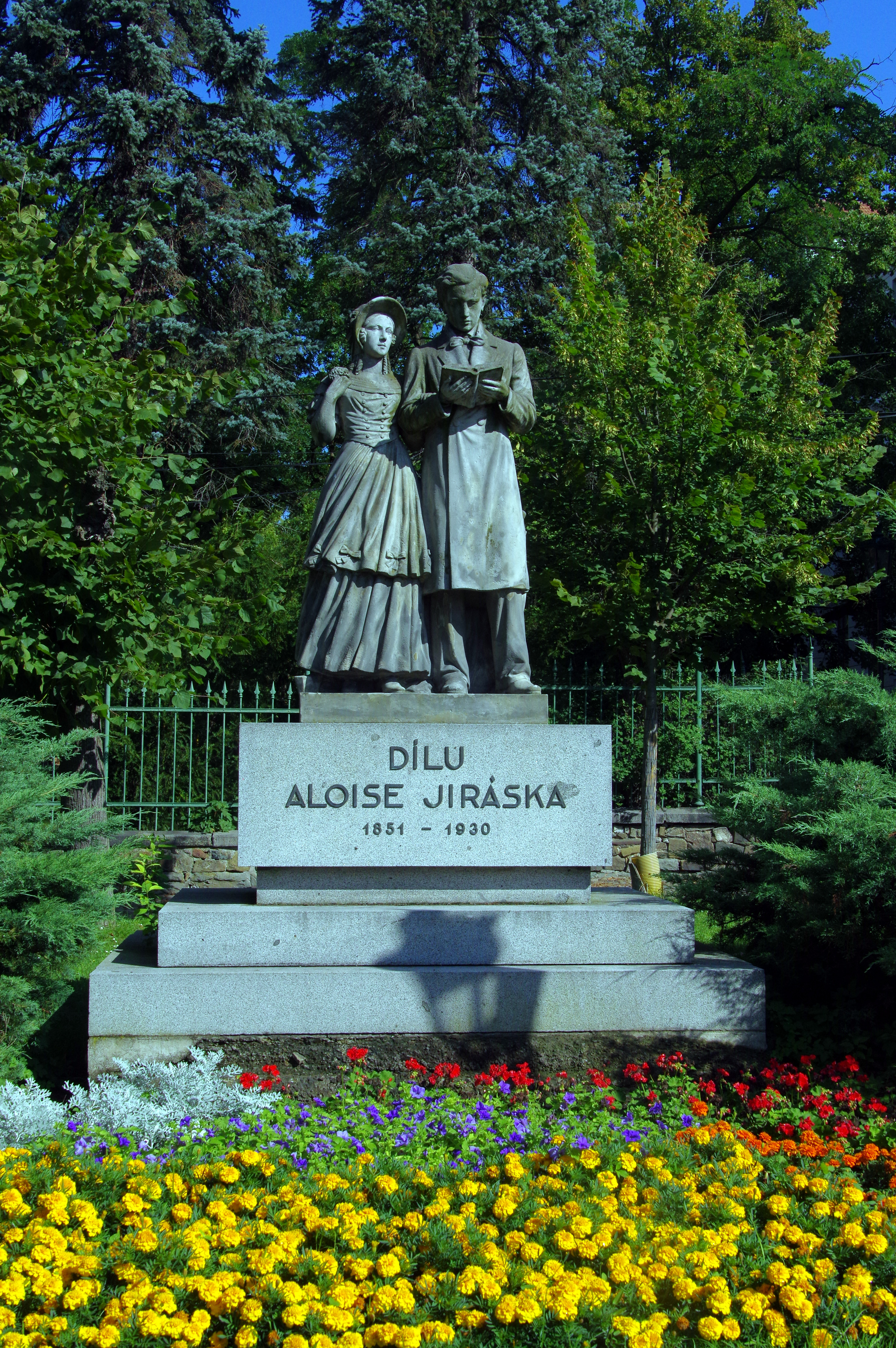
Lenka a Vavřena na Pomníku dílu Aloise Jiráska v Příbrami

Vavřenaje vážný, jemný, hodný, poctivý, oblíbený student, milující svůj mateřský jazyk. Přesto dokáže být ve vztahu k rodině Roubínků trošku pokrytecký, což se v jeho případě snad dá nazvat jako diplomacie. Lásku k slečně Lence vyznává přes Máchův Máj. Při jarních bouřích se ukáže jako voják, který nevzdává boj a vydává se do Prahy, zámecká garda se v Praze neocitne.
Lenkaje mladá dívka, značně ovlivněná svým strýcem, zesnulým knězem Jiřím. Je vlastenka, ale své smýšlení se před tetičkou snaží zakrývat: nenašla by u ní pochopení. Působí velmi šlechetným dojmem a necítí zášť ani závist k Lotty, díky které bývá často opomíjena okolím.
Slečna Elisi když je okolím vnímána jako neprovdaná žena, není vůbec zatrpklá. Velmi si oblíbí studenta Vavřenu a později i Lenku.
Paní Roubínkováse těší stále z postavení svého manžela, aktuára Roubínka. Nejčastěji mluví spisovnou češtinou prokládanou německými výrazy. Nemá tedy pochopení pro vlastenecké cítění své neteře Lenky. Jako každá matka snaží se dělat to, co si myslí, že je nejlepší pro její dceru. Například dobře ji provdat. To se však nepodaří.
Lottyse chová jako obyčejná městská slečinka, která se nejvíce zajímá o svůj zevnějšek. Milé chování studenta Vavřeny si plete s náklonností nebo dokonce s láskou. Je ovšem ovlivněna svou německy smýšlející matkou.
| „                 | Žižka a císař Josef, to byli Čechové! A ten kostel náš, ten je po nich na památku! | “ |
| — aktuár Roubínek |                                                                                    |   |

## Děj
Na jaře 1847 je již po několikáté zakázána studentská slavnost majáles. Mladí lidé se kvůli tomu bouří, také studenti Vavřena, který chodí vyučovat do rodiny Roubínků, Frýbort, Špína a Zelenka. Vavřena se v rodině seznámí se slečnou Lenkou a zamiluje se. Ta bydlí se svou tetou, od které slýchá mnohé německé výrazy, a sestřenicí Lotty, které se také student Vavřena líbí. I přes zákaz se slavnost koná a celé město je tím nadšené, včetně starší slečny Elis. Potrestání za majáles rozmluví profesorům, především profesoru náboženství, hrabě Žorže. Při zkouškách propadne Špína a nešťastně zamilovaný do slečny Márinky odchází do kláštera. Na jaře 1848 jsou Frýbort a Vavřena zvoleni do armády a vydávají se do bojů do Prahy. Zde na barikádě umírá Špína. Mladíkům se podaří z Prahy utéci, Vavřena se ožení s Lenkou a stane se lékařem, Frýbort si vezme Márinku a žije jako sedlák. Lotty zůstane sama.

## Vydání

### Česká vydání
- Filosofská historie vyšla poprvé v časopise Světozor (1877); první knižní vydání se uskutečnilo v roce 1882, kdy byla vydána v nakladatelství Jan Otto spolu s povídkou U Rytířů pod názvem Dvě povídky. Později byla často vydávána v souboru Maloměstské historie, který obsahoval povídky Na staré poště, U Rytířů a Filozofskou historii.
- Za Jiráskova života vyšla Filosofská historie devatenáctkrát a následovalo mnoho vydání dalších. Posledním vydáním, do kterého autor zasáhl (modernizoval slovosled), je vydání z roku 1927.[2]
- Poslední komentované vydání Filosofské historie vyšlo v roce 2021.[3]

### Překlady
- Filosofská historie byla přeložena do řady cizích jazyků. Knižně byly vydány překlady: anglický (Gaudeamus igitur, 1961), bulharský (Filosofska istorija, 1972), francouzský (Philosophes, 1923), chorvatský (Filozofska historija, 1920, 1921), lužickosrbský (Filosofska historija, 1921), německý (Die Philosophen, rok neuveden, konec 19. století), polský (Historja filozofów, 1927; Studenckie dzieje z dawnych lat, 1950), ruský (Filosofskaja istorija, 1951, 1955), slovenský (Filozovská história, 1954), slovinský (Filozofska zgodba, 1920).[4]

## Filmové, rozhlasové a divadelní zpracování
Filosofská historie byla v roce 1937 převedena na filmová plátna tehdy začínajícím režisérem Otakarem Vávrou.
V roce 1981 natočila rozhlasová režisérka Alena Adamcová dramatizovanou četbu na pokračování pro Československý rozhlas.
V pražském divadle Rokoko se v letech 1968 až 1969 hrál stejnojmenný muzikál skladatele Zdeňka Petra a textaře Ivo Fischera s Václavem Neckářem, Martou Kubišovou, Helenou Vondráčkovou, Waldemarem Matuškou a Jiřím Štědrým v režii Václava Lohniského.